# Marco Bordogni
Giulio Marco Bordogni, noto comunemente come Marco Bordogni (Gazzaniga, 23 gennaio 1789 – Parigi, 31 luglio 1856), è stato un tenore e maestro di canto italiano.

## Biografia
Bordogni proviene da quella singolare scuola tenoristica che si sviluppò a Bergamo a cavallo tra il Settecento e l'Ottocento, a partire da Giacomo David, e che culminò con Giovanni Battista Rubini. Studiò nella sua città con Simone Mayr e forse anche con Giuseppe Viganoni, «il miglior "mezzo-carattere"» dell'ultimo quarto di secolo, da annoverarsi anch'egli tra i fondatori della suddetta scuola bergamasca, e debuttò a Novara nel 1808 senza peraltro destare inizialmente molto scalpore. Fu il personaggio di Argirio dal Tancredi di Rossini a portargli particolarmente fortuna: innanzi tutto, nel 1813, in occasione della ripresa dell'opera, con introduzione del finale tragico, al Teatro comunale di Ferrara, e successivamente all'atto dell'inaugurazione del Teatro Re di Milano; poi, nel 1815, al Teatro Ducale di Parma; ed infine al momento della prima rappresentazione dell'opera al Teatro San Carlo di Napoli nel 1818. Dopo aver già fatto una puntata a Barcellona negli anni precedenti, Bordogni divenne una presenza stabile del Théâtre des Italiens a Parigi dal 1819 al 1829, distinguendosi soprattutto nella presentazione al pubblico della capitale francese dei grandi ruoli rossiniani per tenore contraltino, scritti in gran parte per il suo conterraneo Giovanni David, ed avendo anche la ventura di poter creare lui stesso quello del Conte di Libenskof ne Il viaggio a Reims nel 1825. Solo alla prima della Zelmira, nel 1826, il ruolo affidato a Bordogni fu quello da baritenore di Antenore, ma questa volta si trattava di lasciare la parte più acuta niente meno che a Rubini, la nuova stella nascente del canto tenorile.
A Parigi Bordogni fissò anche la sua dimora permanente, assumendo, dal 1823 al 1833, una cattedra di insegnamento al Conservatorio e distinguendosi come grande didatta del canto. Egli fu autore di un Méthode de chant che fu pubblicato nel 1840, e di diversi libri di esercizi e vocalizzi, che rimasero in grande uso per oltre un secolo e che sono comunque usati anche nei giorni nostri. Fu, probabilmente, il più importante dei maestri di canto del tenore inglese Sims Reeves (1821-1900), che lo frequentò nel 1843, e contribuì alla formazione di due delle più grandi stelle della lirica di metà secolo, il tenore italiano Mario e il soprano drammatico tedesco Sophie Cruvelli (Crüwell).
Bordogni fu premiato con la Légion d'Honneur il 10 maggio 1839, insieme al direttore dell'Opéra Duponchel e al compositore Hector Berlioz, il quale ebbe a scrivere che Bordogni doveva essere considerato come il miglior maestro di canto del suo tempo.
Sua figlia Louise Bordogni si esibì con successo come cantante a New York nel 1834.
Morì a Parigi nel 1856.

## Prime cittadine o teatrali di opere rossiniane
L'elenco che segue comprende prime rappresentazioni teatrali o cittadine di opere rossiniane con la partecipazione di Marco Bordogni; dall'elenco emerge la notevole versatilità del cantante, capace di sostenere, probabilmente con qualche trasporto di tono, oltre che i tradizionali ruoli di baritenore, anche le principali parti da tenore contraltino scritte da Rossini in opere serie, semiserie e buffe.
Alle opere rossiniane si possono aggiungere anche le prime rappresentazioni, tutte al Théâtre des Italiens, dell’Agnese di Fitz-Henry di Paër (Ernesto) , nel 1819, della Medea in Corinto di Mayr (Giasone), nel 1823, dell’Elisa e Claudio ossia L'amore protetto dall'amicizia di Mercadante (Claudio), sempre nel 1823, e di Giulietta e Romeo di Vaccaj (Capellio), nel 1827
| Ruolo              | Titolo dell'opera                                            | Teatro                                  | Città  | Data prima esecuzione |
| ------------------ | ------------------------------------------------------------ | --------------------------------------- | ------ | --------------------- |
| Argirio            | Tancredi                                                     | Teatro Re (inaugurazione)               | Milano | 18 dicembre 1813      |
| Argirio            | Tancredi                                                     | Real Teatro San Carlo                   | Napoli | 14 aprile 1818        |
| duca Bertrando     | L'inganno fortunato (L’inganno felice)                       | Salle Louvois du Théâtre-Italien        | Parigi | 13 maggio 1819        |
| Narciso            | Il turco in Italia                                           | Salle Louvois du Théâtre-Italien        | Parigi | 23 maggio 1820        |
| Jago               | Otello ossia Il moro di Venezia                              | Salle Louvois du Théâtre-Italien        | Parigi | 5 giugno 1821         |
| Giannetto          | La gazza ladra                                               | Salle Louvois du Théâtre-Italien        | Parigi | 18 settembre 1821     |
| Leicester          | Elisabetta, regina d'Inghilterra                             | Salle Louvois du Théâtre-Italien        | Parigi | 10 marzo 1822         |
| Argirio            | Tancredi                                                     | Salle Louvois du Théâtre-Italien        | Parigi | 23 aprile 1822        |
| Ramiro             | La Cenerentola ossia La bontà in trionfo                     | Salle Louvois du Théâtre-Italien        | Parigi | 8 giugno 1822         |
| Osiride            | Mosè in Egitto                                               | Salle Louvois du Théâtre-Italien        | Parigi | 20 ottobre 1822       |
| Giacomo V-Uberto   | La donna del lago                                            | Théâtre de l'Académie Royale de Musique | Parigi | 7 settembre 1824      |
| Conte di Libenskof | Il viaggio a Reims                                           | Salle Louvois du Théâtre-Italien        | Parigi | 19 giugno 1825        |
| Idreno             | Semiramide                                                   | Salle Louvois du Théâtre-Italien        | Parigi | 8 dicembre 1825       |
| Antenore           | Zelmira                                                      | Salle Louvois du Théâtre-Italien        | Parigi | 14 marzo 1826         |
| Almaviva           | Le barbier de Séville ou La précaution inutile (in francese) | Théâtre de l'Académie Royale de Musique | Parigi | 14 gennaio 1828       |